# Magí Garcia Vidal
Magí Garcia Vidal   (l'Hospitalet de Llobregat, 12 de gener de 1983), també conegut com a Modgi, és un guionista i humorista català.

## Trajectòria
Va créixer al barri de Collblanc, on els seus pares regentaven el bar del mercat. Va estudiar a Sant Ramon Nonat-Sagrat Cor i als Maristes de Sants. Va començar a estudiar sociologia però ho va deixar per estudiar una diplomatura en turisme. Com a humorista, ha rebut influències de George Carlin, Louis C.K., Mitch Hedberg, Sarah Silverman, entre d'altres. Va tenir un blog anomenat Pit de pollastre. Entre 2013 i 2019 va treballar a la revista satírica El Jueves escrivint idees per a les pàgines i portant el lloc web i les xarxes socials. És un dels cinc membres fundadors de La sotana, amb Joel Díaz, Manel Vidal, Andreu Juanola i amb Enric Gusó com a tècnic de so, i és col·laborador del programa Està passant de Televisió de Catalunya. També participa a El soterrani. El 2022 va preparar el projecte Quan això s'acabi, amb Ignasi Taltavull.
Arran d'un acudit en el programa Està passant l'any 2019 sobre els Mossos d'Esquadra arran de les protestes contra la sentència del judici al procés independentista català, Magí García, fou imputat juntament amb Toni Soler i Jair Domínguez, presentadors del programa, amb motiu de l'acusació d'un sindicat policial i la fiscalia per un suposat delicte d’injúries greus als cossos i forces de seguretat. El cas va ser finalment arxivat pel jutjat el 2021.
El 30 de gener de 2023, després de tres mesos d'emissió del programa de TV3 Zona Franca, va desistir de seguir col·laborant-hi com a guionista, juntament amb el seu presentador Joel Díaz, en disconformitat per la decisió de la CCMA d'acomiadar el col·laborador Manel Vidal per un gag on feia mofa dels «progres espanyolistes, votants del PSC» amb un conegut mem del The Political Compass on es dibuixa una esvàstica per a fer associacions amb posicions d'extrema dreta.
L'any 2022 va estrenar l'espectacle Mític, primer especial de comèdia de tipus stand-up en català. L'espectacle, dirigit per Ignasi Taltavull, seria posteriorment emès per la plataforma Filmin en el seu nou canal de comèdia. L'any 2024 va estrenar l'espectacle de comèdia Quanta Dignitat, estrenat al Teatre Regina de Barcelona i de gira l'any 2025.